# Lydston G. Hornsted
Lydston Grandville "Cupid" Hornsted (dit Cupidon) était un pilote automobile britannique des années 1910, né en 1884 à Moscou car fils du vice-consul local, et ayant vécu à Hendon. Il décéda en 1957.

## Biographie

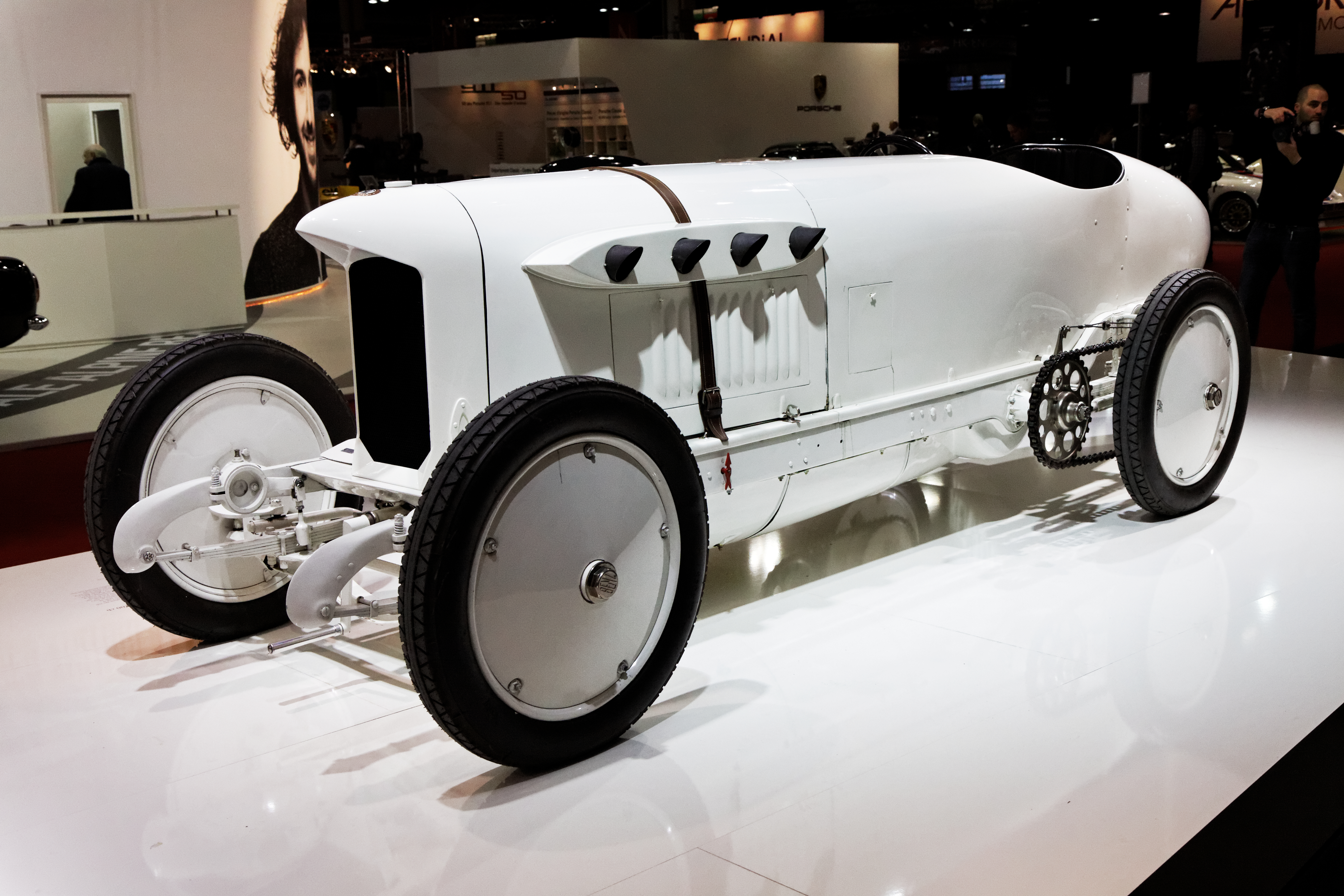
Une Blitzen-Benz de 1909, au salon Rétromobile de Paris (en 2013).

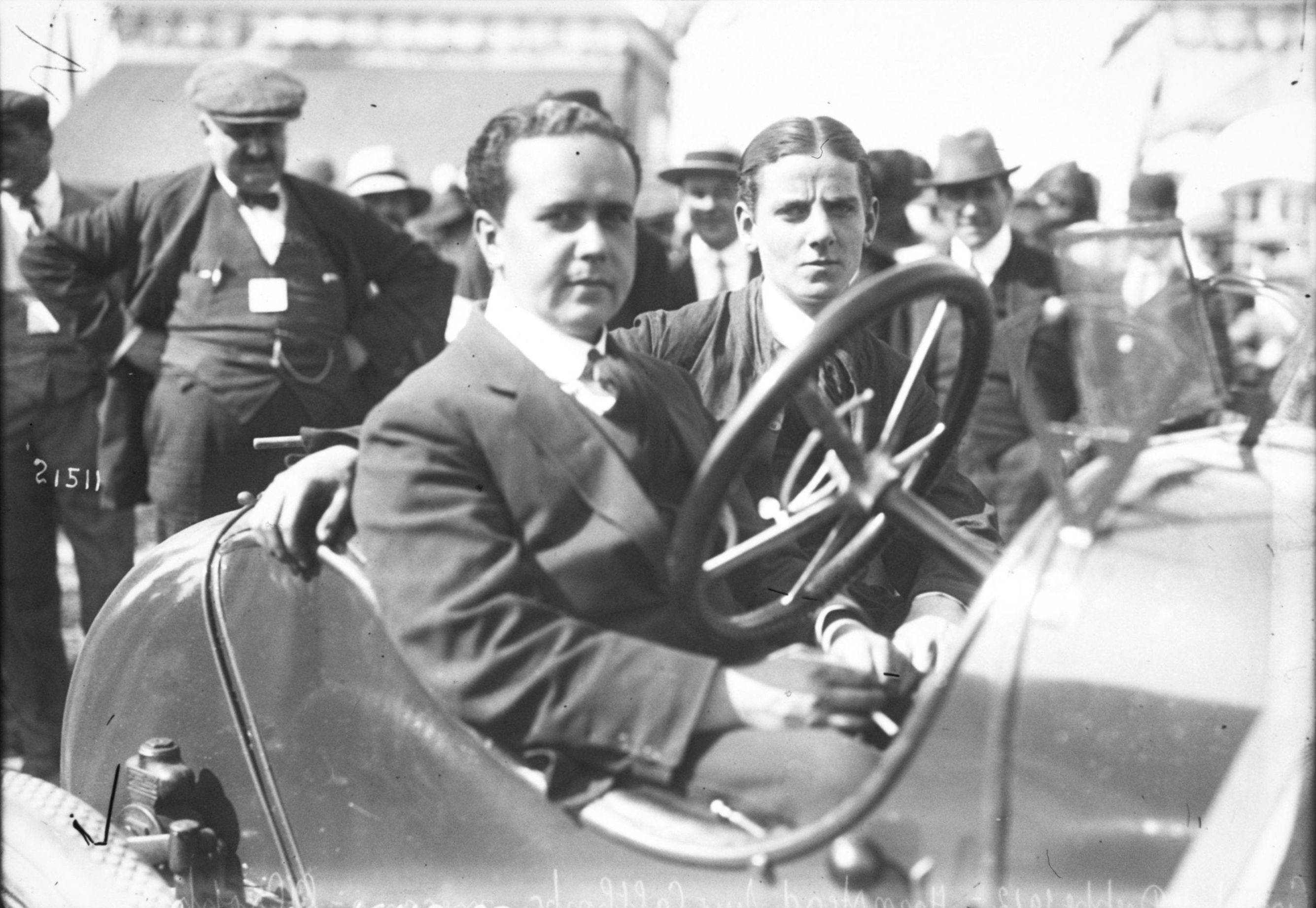
Hornsted au GP de France à Dieppe en 1912.

Il battit le record de vitesse terrestre le 24 juin 1914 sur l'autodrome de Brooklands près de Londres, à bord d'une Benz n° 3 type Blitzen-Benz modifiée de 200 CV (150 kW), premier du genre établi par des enregistrements homologuant aller-retour, à 199,70 km/h de moyenne pour le mile. Sa voiture était le troisième d'une lignée de six 200HP fabriquées à compter de 1909. De couleur bleue selon son souhait, elle avait été modifiée par Mannheim toujours à sa demande : nouvelle grille de radiateur et déflecteur de vent détachable, entre autres. La légende veut qu'un tuyau de poële ait été utilisé pour faciliter l'échappement du moteur 21,5 L à 4 cylindres situé à l'arrière de son véhicule...
Tout à la fois pilote, mécanicien et pilote d'essai pour la Brompton Motor Company Ltd. de Rochester et représentant Benz en Grande-Bretagne, il conserva son record durant huit années, la guerre aidant, jusqu'en 1922 et l'arrivée de son compatriote Kenelm Lee Guinness.
(nb : en 1911, la Blitzen-Benz 200HP avait déjà officieusement atteint les 228 km/h avec Bob Burman, à Daytona Beach, après les 202,648 km/h sur le kilomètre du français Victor Hémery en 1909, premier homme à franchir le mur des 200, dès son demi mile à 205,666 km/h. Barney Oldfield en posséda une personnellement.)

## Autres records
- décembre 1913 (mondiaux) : demi-mile (113,8 km/h) et kilomètre (118,8 km/h), sur Benz 200HP (variante de la Benz-Éclair, à Brooklands avec départ arrêté) ;
- janvier 1914 : sept autres records, dont :
  - record du monde des 2 miles (196,38 km/h) et des 5 miles (186,77 km/h avec départs lancés cette fois).

(nb : la voiture des records est retournée plus tard dans l'année à Mannheim. Après guerre, elle reçoit une nouvelle carrosserie, en blanc « traditionnel ». Elle participe à la course d'inauguration du circuit d'Avus près de Berlin en 1921, et l'année suivante à celle de Scheveningen aux Pays-Bas. En juillet 1922, elle revient à Brooklands pour quelques courses avec succès, désormais entre les mains de H. V. Barlow. Prêtée au capitaine John Duff le temps d'une compétition, elle est détruite le 30 septembre 1922 en fin de parcours lorsqu'elle franchit la barrière du virage de l'extrémité nord du circuit après une rupture de ses freins.)